# Chattengau

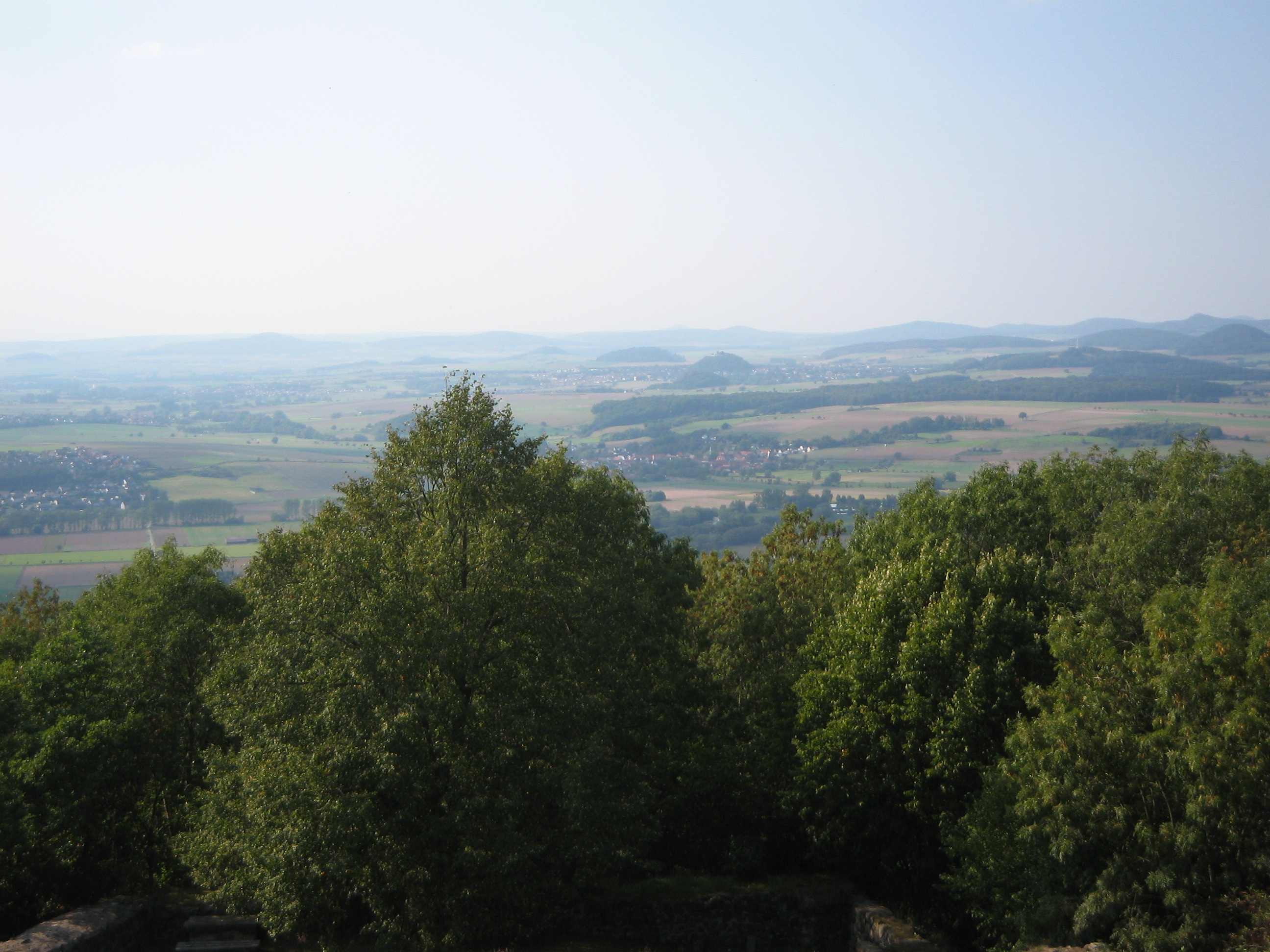
Blick über den Chattengau

Der Chattengau ist eine historische Region im heutigen Nordhessen. Heute bezeichnet der Name eine sogenannte anerkannte Bedeutsame Landschaft die Landschafts-ID 272 des Bundesamts für Naturschutz. Sie umfasst die Gegend um Fritzlar, Gudensberg, Edermünde und Felsberg als ehemaliges Hauptsiedlungsgebiet der Chatten. Umgebende Regionen sind das Kurhessische Bergland und der Naturpark Habichtswald. Die Region ist eigenständige Verwaltungseinheit.

## Geschichte
Die Besiedlung der Region seit der Jungsteinzeit ist archäologisch belegt. Funde von 32 Langhäusern und sechs Skeletten wurden 2007 bei einer Ausgrabung zwischen Gudensberg und Maden gesichert. Sie sind der Linearbandkeramik-Kultur zugeordnet und wurden im naturkundlichen Museum in Kassel ausgestellt.
Erhaltene Kulturorte des Volksstamms sind die Mader Heide und Grabstätten am Odenberg. 
Aus dem Mittelalter stammen u. a. die Obernburg in Gudensberg, sowie die Felsburg, die Altenburg und die Heiligenburg im Edertal.
Verschiedene Angebote an Museen und historischen Lehrwanderwegen bereichern das touristische Angebot des Chattengaus.

## Gegenwart
Die historisch gewachsene Kulturlandschaft wird auch heute noch überwiegend landwirtschaftlich genutzt. Der Name Chattengau findet sich in regionalen Banken, Kirchgemeinden und mittelständischen Unternehmen wieder. 
Jährlich findet die regionale Radsportveranstaltung "Tour de Chattengau" statt.